# Gamarte
Gamarte  (en francès i oficialment Gamarthe), és un municipi de la Nafarroa Beherea (Baixa Navarra), un dels set territoris que formen Euskal Herria, al departament dels Pirineus Atlàntics i a la regió de la Nova Aquitània. Limita amb les comunes de Larzabale-Arroze-Zibitze al nord-est, Ainhize-Monjolose al nord-oest, Ibarrola a l'est, Lakarra a l'oest i Duzunaritze-Sarasketa al sud.

## Demografia
| Evolució de la població |      |      |      |      |      |      |      |      |
| 1793                    | 1800 | 1806 | 1821 | 1831 | 1836 | 1841 | 1846 | 1851 |
| 271                     | 180  | 279  | 304  | 289  | 323  | 312  | 260  | 262  |

| 1856 | 1861 | 1866 | 1872 | 1876 | 1881 | 1886 | 1891 | 1896 |
| ---- | ---- | ---- | ---- | ---- | ---- | ---- | ---- | ---- |
| 260  | 258  | 239  | 232  | 250  | 245  | 238  | 217  | 219  |

| 1901 | 1906 | 1911 | 1921 | 1926 | 1931 | 1936 | 1946 | 1954 |
| ---- | ---- | ---- | ---- | ---- | ---- | ---- | ---- | ---- |
| 214  | 189  | 192  | 185  | 185  | 174  | 169  | 161  | 159  |

| 1962 | 1968 | 1975 | 1982 | 1990 | 1999 | 2006 | 2011 | 2016 |
| ---- | ---- | ---- | ---- | ---- | ---- | ---- | ---- | ---- |
| 137  | 132  | 113  | 113  | 105  | 105  | -    | -    | -    |

| 2019 | - | - | - | - | - | - | - | - |
| ---- | - | - | - | - | - | - | - | - |
| -    | - | - | - | - | - | - | - | - |

artir de 1962, el cens té en compte la població resident definida com a "Population sans doubles comptes" per l'INSEE
|}